# Consiglio dei ministri della Repubblica di Polonia
Il Consiglio dei Ministri della Polonia consiste dei ministri, dei capi di dipartimento di rango ministeriale e dei capi delle istituzioni centrali. Il Consiglio dei ministri è il corpo statale che esercita il potere esecutivo. Con la legge sull'Amministrazione Pubblica il Primo Ministro, che dirige il Consiglio dei ministri, gode di un grado considerevole di libertà nelle decisioni concernenti il personale.

## Descrizione
Il Primo Ministro può creare, unire o sciogliere dipartimenti, mutare il loro grado di responsabilità e rivolgersi al Presidente di espandere il Consiglio dei ministri per includere ministri senza portafoglio o coordinatori di progetti sostenuti dal Consiglio dei ministri, come ad esempio il sistema dell'istruzione o il servizio sanitario. Il Presidente di alcuni comitati specifici (come il Comitato per l'Integrazione Europea della Polonia) può essere nominato dal Consiglio dei ministri. La composizione del Consiglio è proposta dal Primo Ministro, che si rivolge al Presidente della Repubblica per la nomina dei membri. Il Presidente della Polonia nomina il Consiglio dei ministri e riceve il loro giuramento "di lealtà alla Costituzione e alle altre leggi della Repubblica".
Il Consiglio dei ministri gestisce anche la politica corrente, assicura l'esecuzione della legge emettendo ordinanze, coordina e controlla il lavoro delle entità amministrative del governo, assicura l'ordine pubblico e la sicurezza interna ed esterna dello stato, protegge gli interessi del Tesoro dello stato, approva il disegno di bilancio e supervisiona la sua esecuzione. Il Consiglio dei ministri firma anche gli accordi internazionali che richiedono la ratifica, e può revocare altri accordi internazionali.
I membri del Consiglio dei ministri sono responsabili davanti al Sejm per le operazioni di governo; possono anche essere individualmente responsabili per i compiti affidatigli dal Primo Ministro. Ogni infrangimento della legge o crimine correlato alla carica che detengono i vari ministri può costare un processo di fronte al Tribunale di Stato, un tribunale speciale nominato dal Sejm.
Il Consiglio dei ministri è rappresentato nei diversi voivodati dai voivodi o dai governatori regionali; ne esistono 16, uno per ogni voivodato. I voivodi dirigono l'amministrazione dello stato all'interno del territorio del proprio voivodato. Gli ufficiali subordinati ai voivodi, come quelli che operano negli uffici centrali e i ministeri, costituiscono il corpo di servizio civile, un corpo politicamente indipendente. Il servizio civile è capeggiato dal Primo Ministro.
Insieme al corpo di servizio civile, la Cancelleria del Primo Ministro e tutti i ministeri nominano gabinetti politici, cioè squadre di consiglieri che operano per il governo e per ogni ministero precise e dettagliate linee guida politiche.